# Aeroporto di Tangeri-Ibn Battuta
L'aeroporto di Tangeri-Ibn Battuta (in arabo مطار طنجة ابن بطوطة الدولي‎?, in francese Aéroport de Tanger-Ibn Batouta, in spagnolo Aeropuerto de Tánger-Ibn Battuta) (IATA: TNG, ICAO: GMTT) è un aeroporto marocchino situato a 12 km a sud della città di Tangeri, lungo la strada nazionale 1. La struttura, intitolata alla memoria di Ibn Battuta (1304-1369), esploratore marocchino di origine berbera, è dotata di una pista in asfalto lunga 3 500 m, posta ad un'altitudine di 21 m (62 ft) e con orientamento 10/28.
L'aeroporto, uno dei principali aeroporti dello Stato nordafricano, è gestito dall'ONDA (Office National des aéroports), ed è aperto al traffico commerciale.